# Pterocarpina sintasi
La pterocarpina sintasi è un enzima appartenente alla classe delle ossidoreduttasi, che catalizza la seguente reazione:
medicarpina + NADP+ + H2O ⇄ vestitone + NADPH + H+
L'enzima catalizza la reazione finale della biosintesi dei fitoalessini della pterocarpina, della medicarpina e della maaciaina.